# Aeroppia hammerae
Aeroppia hammerae är en kvalsterart som beskrevs av Sandór Mahunka 1985. Aeroppia hammerae ingår i släktet Aeroppia och familjen Oppiidae. Inga underarter finns listade i Catalogue of Life.